# Eigendom
Eigendom in juridische zin is het recht van een rechtssubject om over een zaak (stuk grond, voorwerp, hoeveelheid contant geld enz.) of goed naar eigen goeddunken te beschikken en anderen van deze beschikking in of uit te sluiten. Wanneer een natuurlijke persoon iets in eigendom heeft heet dit particulier-, privaat- of privé-eigendom; iets dat eigendom is van een gemeenschap heet gemeenschappelijk of collectief eigendom; eigendom in handen van een staat heet publiek eigendom of staatseigendom. De rechthebbende van de eigendom van een zaak of goed wordt eigenaar genoemd. Sinds de afschaffing van het feodalisme heeft iedere burger in België en Nederland het recht goederen in eigendom te hebben.
In het dagelijks spraakgebruik en in andere wetenschappen dan het recht wordt bezit vaak als synoniem van eigendom gebruikt. Zowel het Belgisch als het Nederlands recht maakt hier echter een onderscheid: bezit is hier slechts het feitelijk kunnen beschikken over een zaak — de zaak kan bijvoorbeeld ook geleend, gehuurd, gepacht of gestolen zijn. In deze laatste gevallen is juridisch sprake van houderschap (of detentie), niet van eigendom.
De manier waarop eigendom in een samenleving is geregeld is een van de meest fundamentele onderdelen van een maatschappijordening, omdat dit de economische verhoudingen bepaalt: wie is eigenaar van grond, delfstoffen of industrie, in het Marxisme schaarse productiemiddelen genoemd? Deze vraag heeft in de loop van de geschiedenis conflicten opgeleverd, variërend van filosofisch debat tot oorlogvoering. In de Amerikaanse, Franse en Russische revolutie speelden eigendomsrechten een centrale rol. Vanaf de Tweede Wereldoorlog tot eind jaren tachtig van de 20e eeuw waren eigendomsrechten een bron van conflicten in Oost-West verhoudingen. Tegenwoordig is het recht op eigendom als grondrecht in vrijwel alle nationale grondwetten van staten ter wereld opgenomen.

## Begripsgeschiedenis
Er bestaat geen wereldwijd geldend begrip voor eigendom, de belangrijkste regionale mensenrechtenverdragen bevatten wel artikelen over het recht op eigendom en het is als grondrecht in vrijwel alle nationale grondwetten van staten ter wereld opgenomen.

### Liberale opvattingen

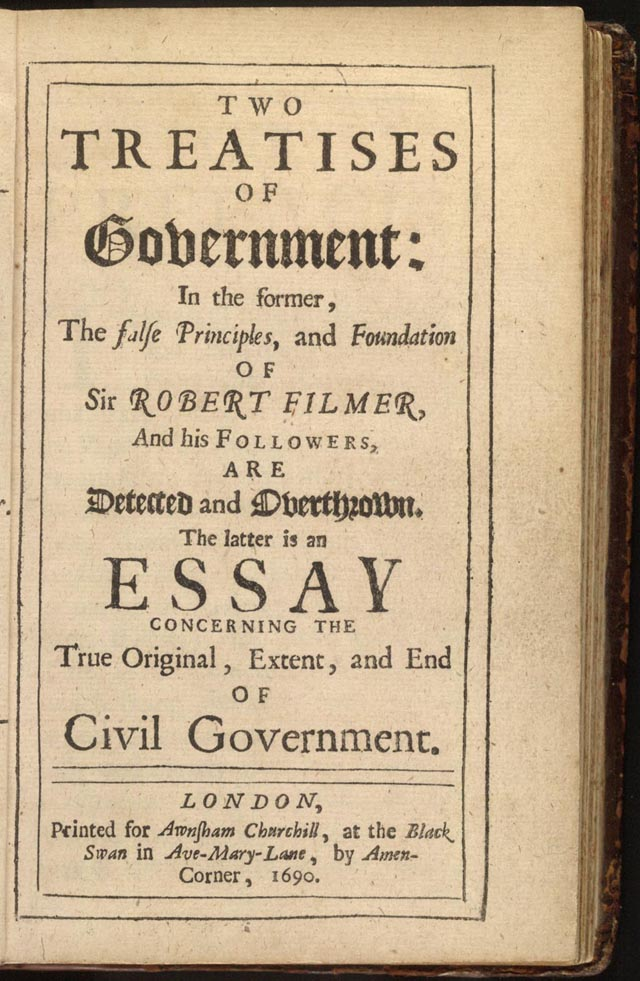
Titelpagina van Lockes Two Treatises of Government; editie uit 1690.

Het hedendaagse eigendomsbegrip in West-Europa en de Verenigde Staten vindt zijn oorsprong in het liberale denken van de vroegmoderne tijd. Van de vroege liberalen meenden Hobbes en Hume dat eigendom in particuliere hand een onnatuurlijk verschijnsel was, en dus enkel ingesteld kon worden door de staat: in de natuurtoestand behoort de aarde aan de gehele mensheid toe.
Een andere filosofie van de eigendom is te vinden bij John Locke. Het alleenbeschikkingsrecht op land rechtvaardigde Locke op basis van productieve arbeid: in zijn tweede Treatise on Government poneerde Locke eerst dat ieder mens eigendom over zijn lichaam heeft, en daarmee eigendom over de vruchten van zijn arbeid. Zijn stelling luidt dan, dat het eigendomsrecht op grond overgaat op degene die de grond bebouwt, doordat deze zijn arbeid en de grond met elkaar vermengt. Hier voegde hij aan toe dat de vruchten van de arbeid van een knecht aan de baas toekwamen, niet aan de knecht, en ook voor slavernij maakte hij een uitzondering.
Locke zette zich met zijn theorie af tegen de feodale rechten die in het zeventiende-eeuwse Europa nog opgeld deden, en was grotendeels gebaseerd op een geïdealiseerde voorstelling van de Europese kolonisatie van Amerika, waar Locke zelf als investeerder bij betrokken was. Op Europa, waar de eigendom van alle grond al vergeven was, was zijn theorie nauwelijks van toepassing. Een probleem met Lockes voorstelling van zaken is dat de oorsprong van eigendom als vreedzaam wordt voorgesteld, terwijl deze in werkelijkheid aan beide zijden van de oceaan een gewelddadig proces was: in Amerika betekende het de onteigening van de Indianen door koloniale oorlogen, in Europa het proces van gedwongen omheining en verdrijving van boeren van hun land.

### Socialistische opvattingen

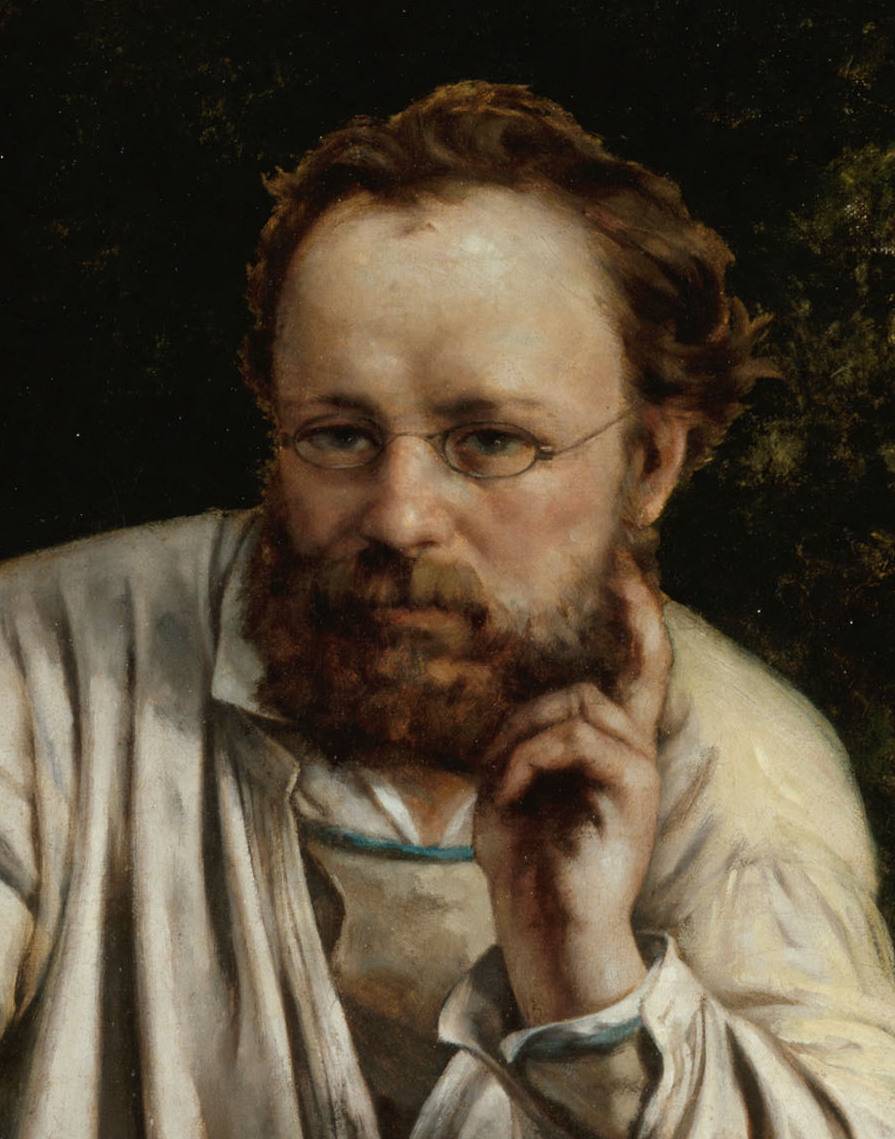
Pierre-Joseph Proudhon (portret door Gustave Courbet) stelde de vraag, Wat is eigendom?

De Franse revolutie legde eigendom vast als een droit inviolable et sacré, een "onschendbaar en heilig recht". Met de opkomst van het industriële kapitalisme kwam echter ook de socialistische kritiek op het eigendomsrecht tot stand: de socialisten zagen dat er een klassenmaatschappij was ontstaan met een groot verschil tussen de eigenaars en de niet-eigenaars van grond en productiemiddelen. De vraag naar de aard van eigendom werd expliciet gesteld door Pierre-Joseph Proudhon, in Wat is eigendom? (1840), met als conclusie: "eigendom is diefstal". De anarchist Proudhon nam Lockes woorden serieus en dreef het rechtenvertoog van de liberalen tot zijn uiterste conclusie: als eigendom het gevolg is van arbeid, zei Proudhon, dan is het systeem van loonarbeid onrechtvaardig, aangezien de ontvanger van loon geen eigendom verkrijgt over hetgeen hij produceert.
De kritiek van de eigendom werd nog verder gedreven door Karl Marx, die meende dat Proudhon was blijven steken in de liberale rechtsverhoudingen; net als Hobbes en Hume herkende Marx in de instelling van eigendom een functie van het staatsgeweld (de zgn. primitieve accumulatie). Marx en Engels pleitten in het Communistisch manifest (1848) voor de revolutionaire afschaffing van het burgerlijk-liberale stelsel van eigendom en vervanging daarvan door collectieve vormen van eigendom, waarin in ieder geval de productiemiddelen (grond en kapitaalgoederen) door de werkenden beheerd zouden worden. Zij zagen in de kapitalistische maatschappij, met haar neiging om eigendom in de handen van weinigen te concentreren, een natuurlijke voorloper van de communistische maatschappij.
De marxistische idee van eigendom werd in Europa op grote schaal, althans in naam, in de praktijk gebracht in marxistisch-leninistische staten. De eigendom van productiemiddelen was hier echter voornamelijk staatseigendom, niet collectieve eigendom, gerechtvaardigd met de idee dat de staat het volk vertegenwoordigde. Eigendom van consumptiegoederen was wel particulier en sommige van deze staten stonden eigendom van kleine ondernemingen toe.
Sinds de val van de communistische staatsvormen in Europa is de particuliere vorm van eigendom opnieuw de dominante vorm, hoewel democratisch opgestelde wetten overwegend aan overheden de mogelijkheid bieden om hier beperkingen aan op te leggen, binnen de grenzen van het recht.
Op kleine schaal werden en worden de ideeën in de praktijk gebracht door samenwerkende burgers die onder meer bedrijven, banken, ziekenhuizen, winkels en productiemiddelen in collectieven en coöperaties bedrijven waar alle deelnemers gezamenlijk eigenaar zijn en opbrengsten aan alle deelnemers toekomen.

## Juridisch

### Oudheid, Middeleeuwen en Verlichting
De manieren waarop bezit, eigendom en eigendomsoverdracht geregeld zijn, kent sinds de ons bekende oudheid veel verschillende vormen. Het wetboek van de Babylonische koning Hammurabi uit circa 1750 v. Chr. kent een regel voor eigendomsverkrijging door verjaring. Een voorbeeld uit het Romeinse recht is de mancipatio. Van vroeg middeleeuwse Germaanse stammen wordt vermoed dat er geen privé-eigendom bestond, alles hoorde aan de stam dus als iemand overleed was het niet nodig de erfenis te verdelen.
In Engeland kwam in 1215 het Magna Carta tot stand waar rechtsbedeling en eigendom als de twee belangrijkste rechten voor de opstandige adel verankerd werden.
Nederland heeft in de vroege middeleeuwen, net als heel Europa ten noorden van de Alpen, een wijdverbreid stelsel van gemeenschappelijk gebruik door kleine boeren van eigendom van een grootgrondbezitter als de kerk, koning, hertog of graaf gekend. Zo konden de bewoners van een groter dorp of stad van voedsel, kleding en schoeisel worden voorzien. Begrippen als de brink en de meent stammen uit die tijd.
Volgens recent onderzoek kenden de inheemse bewoners van de Verenigde Staten waarmee de Nederlandse kolonisten in contact kwamen, omstreeks 1626 geen eigendom van grond. De gouverneur van de Nieuw-Nederland, Peter Minuit sloot in dat jaar een overeenkomst waarbij hij meende een enorm stuk land te hebben verworven voor 60 gulden. De handel wordt vaak afgeschilderd als een sluwe zet van de Nederlanders maar Russell Shorto toonde in een in 2004 uitgegeven boek aan, dat de indianen het begrip van wettelijk eigendom van land niet kenden. Ze dachten bij de overeenkomst waarschijnlijk dat ze de grond tijdelijk aan de Nederlanders verhuurden of hen tijdelijk het recht gaven om de grond met hen te delen.
Het gedachtegoed van de grote schrijvers uit de verlichting leidde tot een algemene scepsis tegenover gemeenschappelijk eigendom. Dat had in Nederland tot gevolg dat gemeenschappelijk eigendom niet in het Burgerlijk Wetboek is opgenomen. Desondanks kent de Nederlandse praktijk veel gemeenschappelijk eigendom, onder meer door het huwelijksvermogensrecht dat tot 2018 gold, waardoor mensen die in het huwelijk traden van rechtswege gezamenlijk eigenaar werden van dat wat voorheen privévermogen was. Ook veel erfenissen zijn vanaf overlijden tot de verdeling gemeenschappelijk eigendom van de erfgenamen.
Gedurende lange tijd werden in meerdere culturen grote groepen mensen uitgesloten als het om het recht op eigendom ging, zoals vrouwen, vreemdelingen en horigen. In Nederland konden getrouwde vrouwen tot 1957 niet zelfstandig eigendom verwerven, in België tot 1958.

### Napoleontisch recht
La propriété est le droit de jouir et disposer des choses de la manière la plus absolue, pourvu qu'on n'en fasse pas un usage prohibé par les lois ou par les règlements.
(Eigendom is het recht om op de meest volstrekte wijze van een zaak het genot te hebben en daarover te beschikken, mits men er geen gebruik van maakt dat strijdig is met de wetten of met de verordeningen.)
Artikel 544 Franse Code civil (art. 544 Belgisch Oud Burgerlijk Wetboek (1804), art. 625 Nederlands BW (1838)).
 Het eigendomsrecht verleent aan de eigenaar rechtstreeks het recht om het voorwerp ervan te gebruiken, hiervan het genot te hebben en erover te beschikken. De eigenaar heeft de volheid van bevoegdheden, behoudens de beperkingen die door wetten, verordeningen of door de rechten van derden worden opgelegd.
Artikel 3.50 van het Belgisch Burgerlijk Wetboek.
Eigendom bestaat uit drie componenten:
1. usus (of ius utendi): recht op gebruik van het goed
2. fructus (of ius fruendi): recht op het genot en de vruchten van het goed
3. abusus (of ius abutendi): recht van beschikking op het goed.

### Belgisch recht
Op 1 september 2021 trad in België een nieuw boek 3 goederenrecht in werking. De wetgever had als doel het goederenrecht meer functioneel te maken in plaats van zuiver conceptueel, wat zou moeten resulteren in een grotere rechtszekerheid. De definitie van het eigendomsrecht staat in artikel 3.50 BW:
Het eigendomsrecht verleent aan de eigenaar rechtstreeks het recht om het voorwerp ervan te gebruiken, hiervan het genot te hebben en erover te beschikken. De eigenaar heeft de volheid van bevoegdheden, behoudens de beperkingen die door wetten, verordeningen of door de rechten van derden worden opgelegd.
Deze omschrijving ziet ook op onlichamelijke goederen en beperkt zich dus niet enkel tot lichamelijke goederen.

### Nederlands recht
Eigendom is geregeld in Boek 5 van het Nederlandse Burgerlijk Wetboek.
Artikel 1, eerste lid luidt:
Eigendom is het meest omvattende recht dat een persoon op een zaak kan hebben.
Bij een goed dat geen zaak is, wordt in de wet het begrip eigendom meestal niet gebruikt, maar in plaats daarvan het begrip vermogensrecht. Toch worden aandeelhouders van een vennootschap in het spraakgebruik soms aangeduid als de juridische eigenaren. Aandelen en certificaten van aandelen verschaffen bepaalde rechten met betrekking tot de vennootschap.
Het tweede lid zegt: "Het staat de eigenaar met uitsluiting van een ieder vrij van de zaak gebruik te maken, mits dit gebruik niet strijdt met rechten van anderen en de op wettelijke voorschriften en regels van ongeschreven recht gegronde beperkingen daarbij in acht worden genomen."
Het derde lid zegt: "De eigenaar van de zaak wordt, behoudens rechten van anderen, eigenaar van de afgescheiden vruchten."
Een belangrijk deel van het Nederlandse woningbestand kent gemeenschappelijk eigendom, woningen staan veelal op naam van beide partners.
Zie ook Gemeenschap (juridisch).

### Duits recht
Artikel 14 van de Duitse Grondwet (Grundgesetz):
(1) Das Eigentum und das Erbrecht werden gewährleistet. Inhalt und Schranken werden durch die Gesetze bestimmt.
(De eigendom en het erfrecht worden gegarandeerd. Inhoud en begrenzingen worden door wetten bepaald.)
(2) Eigentum verpflichtet. Sein Gebrauch soll zugleich dem Wohle der Allgemeinheit dienen.
(Eigendom brengt verantwoordelijkheid. Het gebruik zal ook het algemeen welzijn dienen.)
(3) Eine Enteignung ist nur zum Wohle der Allgemeinheit zulässig. Sie darf nur durch Gesetz oder auf Grund eines Gesetzes erfolgen, das Art und Ausmaß der Entschädigung regelt. Die Entschädigung ist unter gerechter Abwägung der Interessen der Allgemeinheit und der Beteiligten zu bestimmen. Wegen der Höhe der Entschädigung steht im Streitfalle der Rechtsweg vor den ordentlichen Gerichten offen.
(Onteigening is alleen toelaatbaar in het algemeen belang. Deze mag alleen door een wet of op grond van een wet plaatsvinden, die de manier en de hoogte van de schadevergoeding regelt. De schadevergoeding is vast te stellen door een rechtvaardige afweging tussen het algemeen belang en dat van de belanghebbenden. De hoogte van de schadevergoeding kan in rechte aangevochten worden.)
Hier wordt het erfrecht apart als beschermingswaardig genoemd om uit te drukken dat men niet alleen kan beschikken over de eigendom bij leven, maar ook bij overlijden. Dit heeft te maken met de massale onteigeningen van burgers die door de Nazi-dictatuur als 'Jood' werden bestempeld in de aan de huidige Grondwet voorgaande periode, ook van bezittingen nadat ze vermoord waren. Bijzonder ten opzichte van Nederlandse wetgeving is het vastleggen in lid 2 van een belangrijke verplichting voor de eigenaar.
De Duitse hoogste rechter, het Bundesgerichtshof, bepaalde in een arrest uit 2004 dat zowel de testeervrijheid van een erflater door de grondwet is beschermd als het recht van erfgenamen om het geërfde vermogen daadwerkelijk te ontvangen en te kunnen behouden.
En in het Duits Burgerlijk Wetboek, Bürgerliches Gesetzbuch (BGB), artikel 903:
Der Eigentümer einer Sache kann, soweit nicht das Gesetz oder Rechte Dritter entgegenstehen, mit der Sache nach Belieben verfahren und andere von jeder Einwirkung ausschließen. Der Eigentümer eines Tieres hat bei der Ausübung seiner Befugnisse die besonderen Vorschriften zum Schutz der Tiere zu beachten.
(De eigenaar van een zaak kan, voor zover de wet of de rechten van derden zich daartegen niet verzetten, met de zaak doen naar hem goeddunkt en anderen van elk gebruik daarvan uitsluiten. De eigenaar van een dier moet bij de uitoefening van zijn bevoegdheden de bijzondere bepalingen ter bescherming van het dier in acht nemen.)
§ 903 BGB.

### Europees Verdrag voor de Rechten van de Mens
Artikel 1 van het Eerste Protocol van het Europees Verdrag voor de Rechten van de Mens (EVRM) bepaalt:
Iedere natuurlijke of rechtspersoon heeft recht op het ongestoord genot van zijn eigendom. Aan niemand zal zijn eigendom worden ontnomen behalve in het algemeen belang en onder de voorwaarden voorzien in de wet en in de algemene beginselen van internationaal recht.

De voorgaande bepalingen tasten echter op geen enkele wijze het recht aan, dat een staat heeft om die wetten toe te passen, die hij noodzakelijk oordeelt om het gebruik van eigendom te reguleren in overeenstemming met het algemeen belang of om de betaling van belastingen of andere heffingen of boeten te verzekeren.
Dit wordt de vrijheid van het ongestoord genot van eigendom genoemd, of het grondrecht op eigendom.
Het Europees Hof voor de rechten van de Mens (EHRM) gaat ervan uit dat het begrip eigendom zoals beschermd door het EVRM, een autonome betekenis heeft die niet afhankelijk is van de definiëring in het nationale recht van de betrokken staten. Het eigendomsrecht dat hier wordt bedoeld is ruimer dan het eigendomsrecht uit het Nederlandse en Belgische privaatrecht (goederenrecht) en omvat bijvoorbeeld pachtrechten en huurrechten. De Engelse tekst van het EVRM spreekt ook niet van properties, eigendom (behalve in de artikeltitel), maar van possessions, bezittingen.
Deze bepaling creëert geen eigendomsrechten, doch beschermt bestaande rechten (arrest Anheuser-Busch). In het Nederlands zou het duidelijker zijn om van vermogensrechten te spreken, dat wil zeggen op geld waardeerbare rechten, waartoe niet alleen eigendom maar ook bijv. rechtsvorderingen behoren. Verdragsstaten hebben de ruimte bij nationale wetgeving in het algemeen belang beperkingen op het gebruik van eigendom vast te leggen, er mag door wetgever geen onderscheid worden gemaakt tussen burgers, ook niet in het erfrecht. (arrest Marckx/België).
Het grondrecht heeft in Nederland horizontale werking, wat betekent dat burgers zich er niet alleen tegenover de staat op kunnen beroepen, maar ook tegenover andere burgers in privaatrechtelijke geschillen. Alle Nederlandse staatsorganen en instituties, waaronder de rechterlijke macht, hebben de grondrechten te respecteren en mee te wegen in alles wat ze doen.

### Universele Verklaring van de rechten van de mens
Hoewel niet bindend, schrijft artikel 17 UVRM het volgende voor:
Ieder persoon, hetzij alleenstaand of tot een collectiviteit behorend, heeft recht op eigendom.
Niemand mag op willekeurige wijze uit zijn eigendom ontzet worden.

## Belgisch en Nederlands recht
Bij het eigendomsrecht is er sprake van recht van genot, recht van gebruik en recht van beschikking.
Uit deze terminologie kunnen we afleiden dat de term eigendom alleen van toepassing is op stoffelijke objecten die voor menselijke beheersing vatbaar zijn (zie ook: Goederen en zaken). Van niet-stoffelijke objecten (vermogensrechten) is men geen eigenaar, doch "slechts" rechthebbende.
Een eigenaar mag binnen bepaalde grenzen alles met zijn of haar zaak doen. Het houdt in de regel zelfs het recht in om de zaak te vernietigen. Echter, het staat de eigenaar niet vrij om een zaak te gebruiken op een wijze die strijdig is met de wet, met de rechten van anderen of op een wijze die rechtsmisbruik oplevert.
Een eigenaar is meestal ook de bezitter van de zaak, maar dat hoeft niet. Als de zaak namelijk is gestolen of op andere wijze uit het bezit van de eigenaar is ontvallen blijft het eigendomsrecht overeind. De eigenaar is te allen tijde bevoegd om de zaak van iemand die haar zonder recht houdt op te eisen (art. 5:2 Nederlands BW). In een aantal gevallen kun je echter als eigenaar toch het nakijken hebben. Indien een dief de zaak namelijk verkoopt aan een derde die te goeder trouw is, beschermt de wet in bepaalde gevallen de nieuwe eigenaar en vergaat het eigendomsrecht van de originele eigenaar (zogenaamde derdenbeschermende bepalingen; zie ook: overdracht).

### Verkrijging
Eigendom kan op twee manieren worden verkregen: originair en derivatief. In het eerste geval had niemand tevoren de eigendom, zoals bij een res nullius, een onbeheerde zaak waarvan de vorige eigenaar de eigendom welbewust heeft prijsgegeven (denk aan de inhoud van een vuilnisbak), of een zaak die zelfs nog nooit een eigenaar had. Nog een ander voorbeeld is een zaak die tevoren niet eens bestond, bij zaaksvorming. Bij derivatieve eigendomsverkrijging wordt het eigendomsrecht van de oude op de nieuwe eigenaar overgedragen. Meestal gebeurt dit in het kader van een overeenkomst, zoals koop/verkoop, schenking of inbreng in een vennootschap. Ook een huwelijkscontract is een overeenkomst waarbij eigendom overgedragen kan worden aan de huwelijksgemeenschap of aan de partner. Een eigendomsrecht kan ook overgedragen worden als onderdeel van een erfenis, door verjaring of door natrekking.

### Overdracht
Met betrekking tot eigendomsoverdracht kennen zowel het Belgisch recht als het Nederlands recht een causaal stelsel waarin de contractuele oorzaak (causa) een constitutief vereiste voor geldige titel tot overdracht is. Een geldige titel ligt aan de basis van een geldige eigendomsoverdracht, is er geen geldige titel is er geen eigendomsoverdracht. Het Belgisch recht kent het consensuele stelsel, d.w.z. de louter verbintenisscheppende overeenkomst bewerkstelligt de overdracht (art. 1138 Belgisch BW). Juridisch word je door het afsluiten van een koop(-overeenkomst) dus eigenaar. Het Nederlands recht kent een leveringsstelsel. Juridisch wordt er verschil gemaakt tussen de geldige titel (titulus) en de levering (modus). Bij een verbintenisscheppende overeenkomst (of andere verbintenis) kan slechts een verplichting ontstaan tot eigendomsoverdracht, maar die vindt in het algemeen pas plaats bij bezitsverschaffing, het feitelijk overdragen van het verkochte goed. Bij onroerend goed is het niet voldoende dat de sleutels worden afgegeven aan degeen met wie een koopovereenkomst is gesloten, de wet stelt voor de levering een officiële procedure bij de notaris als eis voor een geldige levering. De overdracht vereist dus een beschikkingsbevoegdheid opgebouwd uit een goederenrechtelijke overeenkomst en een leveringshandeling (waarin deze overeenkomst wordt uitgewerkt) (art. 3:84 Nederlands BW). Andere landen (bijv. Duitsland, Zuid-Afrika en Brazilië) waarvan de wet geen contractuele oorzaak vereist, kennen het abstracte leveringsstelsel volgens welke als er levering is maar geen geldige titel, er wel een eigendomsoverdracht is.

## Erfrecht
Eigendomsoverdracht bij overlijden, ofwel erfopvolging, is in België en Nederland wettelijk geregeld volgens het principe van de saisine: de eigendom gaat direct bij overlijden over van erflater op de bij wet of testament genoemde erfgenamen, zij worden onder algemene titel gezamenlijk eigenaar van het gehele vermogen van de overledene inclusief schulden, ze worden partij bij alle overeenkomsten, ze continueren diens rechtspositie in alle opzichten. Deze rechtsopvolging onder algemene titel gaat in Nederland heel ver, aldus de Nederlandse Hoge Raad in het standaardarrest Erven Gaasbeek (Hoge Raad 23 juni 1989): erfgenamen zijn in beginsel gebonden aan alle door erflater aangegane overeenkomsten en zijn gehouden deze na te komen, zelfs overeenkomsten die onbevoegd waren overeengekomen. Direct bij overlijden zijn het dus de gezamenlijke erfgenamen die door erflater gesloten overeenkomsten kunnen opzeggen, gesloten opdrachten ongedaan kunnen maken of lopende vorderingen moeten voldoen.

### Testeervrijheid, afwikkelvrijheid en beperkingen daarop
Van de wettelijk regels voor eigendomsoverdracht bij overlijden kan worden afgeweken bij testament en in België ook bij erfrechtovereenkomst. Het eigendomsrecht van een erflater is in het erfrecht omgezet in het beginsel van de testeervrijheid, men is vrij in de manier waarop men zijn eigendom na overlijden wil laten overgaan en vrij in de keus aan wie. Maar net als de contractsvrijheid is de testeervrijheid niet absoluut, in Nederland is limitatief opgesomd welke uiterste wilsbeschikkingen gemaakt kunnen worden en geldt dat kinderen recht hebben op minstens de legitieme portie, ongeacht wat er in een testament is bepaald. Testamentaire bepalingen die niet in lijn liggen met bepalingen van dwingend recht, de openbare orde of de goede zeden zijn nietig (art. 4:44 BW). In de huidige wet erfrecht is de testeervrijheid ingeperkt door de mogelijkheid te laten vervallen dat de erflater "over het graf heen kan regeren" door het benoemen van een testamentuitvoerder die in naam van de overledene nog zeggenschap had over de nalatenschap. Als hoofdregel is de uitoefening van eigendomsrechten over de nalatenschap vanaf het moment van overlijden bij de erfgenaam of gezamenlijke erfgenamen gelegd.
Bij de Belgische testamentuitvoerder en de Nederlandse testamentair executeur en het testamentair beschermingsbewind, ontnemen wettelijke regels erfgenamen tijdelijk het volledig zelfstandig beheer over de nalatenschap. Deze beperking van het ongestoord genot op eigendom kan worden gerechtvaardigd door het algemeen belang dat schuldeisers hebben bij voldoening van hun vorderingen of met de bescherming van mensen die zelf niet in staat worden geacht vermogen verstandig te beheren. Bij het Nederlands testamentair bewind mag een erflater nadere regels geven voor de bevoegdheden en verplichtingen van de bewindvoerder die niet zijn vastgelegd als dwingend recht. Het verruimen en beperken moet binnen de grenzen blijven van de bij uiterste wilsbeschikking ingestelde bewindsvorm, erfgenamen mogen ten aanzien van de nalatenschap niet een te geringe macht overhouden om nog als rechthebbende te kunnen gelden.

#### Driesterrenexecuteur niet rechtsgeldig
In het notariaat en de estate-planning wordt wel aangenomen dat de eigendomsrechten van erfgenamen bij testament verder kunnen worden ingeperkt door creatie van de buitenwettelijke figuur driesterrenexecuteur of afwikkelingsbewindvoerder. Dat was echter nadrukkelijk niet de bedoeling van wetgever. Een testamentair bewindvoerder heeft bij wet de bijzondere bevoegdheid gekregen zelfstandig bij de rechtbank de verdeling te vorderen zodat met het instellen van een testamentair bewind voor elke nalatenschapsafwikkeling een oplossing kan worden bereikt. Uit de parlementaire geschiedenis blijkt dat het niet de bedoeling van wetgever was, de bewindvoerder zelf de bevoegdheid tot verdeling te geven. De minister verklaart: "waarom zou daarnaast de mogelijkheid moeten worden geschapen, dat de erflater een derde zeggenschap zou kunnen verlenen bij het tot stand brengen der verdeling?". Later in de wetsgeschiedenis is bepaald, dat alleen het instellen van het bewind een uiterste wilsbeschikking is, niet de regeling van artikel 4:171 BW om de bevoegdheden en verplichtingen van de bewindvoerder nader in te vullen. Zijn door erflater bij testament voor het beheer van een nalatenschap aan een testamentair bewindvoerder te veel bevoegdheden gegeven die de eigendomsrechten van erfgenamen inperken en handelt een bewindvoerder naar deze buitenwettelijke bepalingen, kunnen deze bepalingen en de handelingen van de bewindvoerder voor nietig worden gehouden. Een eigendomsoverdracht door een bewindvoerder zonder toestemming van alle erfgenamen kan op grond daarvan door de rechter worden teruggedraaid en een notaris die daaraan meewerkte kan op de vingers worden getikt.

## Intellectuele eigendom
Vanaf de achttiende eeuw heeft het begrip "intellectuele eigendom" ingang gevonden als verzamelterm van voornamelijk auteurs-, octrooi- en merkenrechten. Juridisch is hier echter geen sprake van eigendom, al was het maar omdat deze rechten doorgaans slechts voor een beperkt aantal jaren gelden.
Waar het echte eigendomsrecht slechts betrekking kan hebben op stoffelijke zaken, heeft "intellectuele eigendom" in essentie betrekking op informatie. Het gebruik van een zaak op een bepaald moment kan niet gedeeld worden, het gebruik van informatie wel: het is "niet rivaliserend", in economische termen). Dat maakt dat de argumenten voor "intellectuele eigendom" wezenlijk anders zijn (vooral economisch), en daarom ook kan wel voor alle "stoffelijke zaken" eigendom worden verkregen, doch slechts voor specifieke vormen van informatie, vastgelegd in diverse wetten, en geldt voor het overige het beginsel dat ideeën vrij zijn.

## Rechtspersonen
Rechtspersonen zijn abstracte entiteiten die door het recht persoonlijkheid toegekend gekregen hebben, waardoor ze op dezelfde wijze rechten en verplichtingen kunnen hebben als natuurlijke personen. Zij kunnen dus eveneens eigenaar van zaken worden.
Een wijdverbreid misverstand is de opvatting dat aandeelhouders (of soms de leden) eigenaar van de rechtspersoon zijn. Dit is echter onjuist, daar het in de meeste rechtsstelsels niet mogelijk is dat een persoon eigenaar van een ander persoon wordt ('slavernij'). De aandeelhouders hebben slechts de eigendom van de aandelen, die financiële, zeggenschaps- en informatierechten met betrekking tot de rechtspersoon verschaffen. Wel betekent dit dat ze in economische zin als 'eigenaar' kunnen worden aangemerkt (zie hieronder).

## Juridische en economische eigendom
Buiten het civiele recht wordt het begrip eigendom ruimer opgevat. Het is immers mogelijk dat met betrekking tot een zaak een derde bepaalde rechten verwerft, die zo omvattend zijn, dat deze derde een economisch belang bij de zaak krijgt. Hij wordt dan degene die belang heeft bij economische waardeveranderingen van de zaak en is derhalve economisch eigenaar. Het begrip is echter geen juridisch begrip en de werkelijke eigendom in juridische zin blijft berusten bij de oorspronkelijke eigenaar, die derhalve als juridisch eigenaar wordt aangeduid.
Wanneer een zaak bijvoorbeeld belast is met het recht van vruchtgebruik, zal de vruchtgebruiker alle opbrengsten verwerven en heeft hij dus het economisch belang bij de zaak. De blote eigenaar krijgt hooguit een vaste vergoeding. Economisch vertaalt dit zich in het feit dat de vruchtgebruiker een bepaalde waarde aan zijn recht moet toekennen. Ook in een (onder huidig Nederlands recht verboden) fiduciair eigendom geldt dit: de overdrager raakt zijn juridische eigendom kwijt maar behoudt de economische eigendom omdat het de bedoeling is dat de fiduciair eigenaar op een gegeven moment de zaak teruglevert en de overdrager de zaak bovendien mag blijven gebruiken.
Ook aandeelhouders worden economisch als eigenaars van de vennootschap gezien. Hierdoor wordt de waarde van hun aandelen gerelateerd aan de intrinsieke waarde van de onderneming. Het is echter mogelijk, bij wijze van bescherming tegen overname, de juridische en economische eigendom van aandelen te scheiden door ze te certificeren. De certificaten geven financiële rechten maar geen stemrechten en worden geplaatst, terwijl de echte aandelen gehouden worden door een Stichting Administratiekantoor (STAK). Ook kan een natuurlijk persoon of een topholding als economisch eigenaar worden gezien van een concern, daar deze de economische belangen en indirect ook beslissingsmacht heeft.
In het belastingrecht wordt eveneens scherp onderscheid gemaakt tussen juridische en economische eigendom. De economische eigenaar zal een groot deel (of zelfs het geheel) van de aan de zaak gerelateerde belastingplicht moeten dragen en de juridisch eigenaar krijgt een corresponderende korting doordat zijn eigendom lager gewaardeerd wordt. Omdat de eigendom economisch gesplitst wordt, geldt dit ook voor de belastingplicht. Ook mogen in sommige gevallen (bijvoorbeeld in belastingverdragen met de V.S.) slechts de uiteindelijk economisch gerechtigden gebruikmaken van belastingverdragen.
Ten slotte speelt de economische eigendom een grote rol in compliance en antiwitwaswetgeving. Aangenomen is het wetsvoorstel Implementatiewet registratie uiteindelijk belanghebbenden van vennootschappen en andere juridische entiteiten. Bedrijven (in met name de financiële sector) worden verplicht na te gaan wie de uiteindelijk belanghebbenden (de Ultimate Beneficial Owner (UBO)) van hun zakenpartners zijn, en wel voorafgaand aan het aangaan van de relatie. De UBO kan slechts een natuurlijk persoon zijn. Het is de bedoeling dat men vanaf de zakenpartner de aandeelhouders nagaat tot men bij een UBO uitkomt, en deze onderzoekt. Wanneer de uitkomst van dit onderzoek geen duidelijk resultaat oplevert of de klant niet coöperatief is, dient in de meeste gevallen de klant te worden geweigerd of aangemeld bij Justitie. In alle andere gevallen moet het bedrijf het risico van deze UBO inschatten en zelf beslissen of het wel of niet zaken wil doen met het bedrijf.
Over uiteindelijk belanghebbenden van trusts en soortgelijke juridische constructies komt er een apart wetsvoorstel.

## Cultuurverschillen
Een incorrecte opvatting is dat sommige groepen oorspronkelijke Noord-Amerikanen het begrip 'eigendom' niet kenden. Zo zouden de indianen die Manhattan aan de Nederlanders verkochten, gedacht hebben een goede zaak te hebben gedaan, omdat grond van niemand is. Waarschijnlijker is dat ze bedoelden de Nederlanders een "jachtrecht" toe te kennen, in ruil voor objecten met een geschatte waarde van 24 dollar, en daarbij niet de bedoeling hadden het land over te dragen, maar de Nederlanders slechts als extra bewoners verwelkomden.
In vrijwel alle culturen is het begrip eigendom echter te vinden voor objecten van economische waarde.

## Eigendom en economie
Juridisch gaat het om rechtvaardigheid, in de economie bestaan bepaalde opvattingen over de doelmatigheid van eigendom. Een klassiek rechtseconomisch leerstuk is de tragedy of the commons, die erop neerkomt dat een object dat geen duidelijke, individuele eigenaar heeft al gauw verwaarloosd zal worden. Het klassieke voorbeeld is de meent, de gemeenschappelijke weide in een dorp. Als daar geen goede afspraken over worden gemaakt dreigt overbegrazing en voelt niemand zich geroepen het initiatief te nemen tot onderhoud, en hoge kosten te maken waar anderen gratis van profiteren.
Sommige schrijvers (Heller) kwamen eind vorige eeuw met de gedachte dat er ook een "tragedy van de anticommons" bestaat, waarmee gedoeld wordt op het feit dat een teveel aan juridische aanspraken ook niet efficiënt is. Zo delen erfgenamen soms vele generaties diep het auteursrecht van een overledene (auteursrecht geldt tot 70 jaar na de dood van de auteur), wat bijv. bij herpublicatie een moeizaam besluitvormingsproces vergt van talloze (achter)neven.